# Ignacy Bokwa
Ignacy Bokwa (ur. 14 kwietnia 1957 w Koprzywnicy) – polski duchowny katolicki, teolog, profesor doktor habilitowany, tłumacz niemiecko- i włoskojęzycznych książek teologicznych.

## Życiorys
22 maja 1982 w katedrze sandomierskiej przyjął z rąk biskupa Edwarda Materskiego święcenia kapłańskie. Habilitował się w 1998 na podstawie pracy Trynitarno-chrystologiczna interpretacja eschatologii w ujęciu Hansa Ursa von Balthasara. 3 listopada 2011 otrzymał tytuł naukowy profesora nauk teologicznych. Od marca 2012 profesor zwyczajny Uniwersytetu Kardynała Stefana Wyszyńskiego w Warszawie. W swoim dorobku naukowym posiada 6 książek autorskich, 6 redakcji książek, 110 artykułów naukowych. Wypromował 5 doktorów teologii. Od 1992 jest stałym współpracownikiem Naczelnej Redakcji Programów Katolickich Polskiego Radia.
Specjalizuje się w dogmatyce, teologii kultury i teologii religii. Od 2000 do 2003 był dziekanem Wydziału Teologicznego UKSW w Radomiu. Pełnił funkcje: dyrektora Instytutu Teologicznego UKSW w Radomiu (2003–2005) oraz kierownika Katedry Teologii Współczesnej w tym instytucie (2001–2013).
Obecnie pracuje na Wydziale Teologicznym UKSW w Warszawie, Instytucie Dialogu Kultury i Religii. 17 września 2014 został wybrany na trzyletnią kadencję prezesem Towarzystwa Teologów Dogmatyków.
Postanowieniem Prezydenta Rzeczypospolitej Polskiej, Andrzeja Dudy, z 27 października 2016 został mianowany na stopień podporucznika. Jest to związane z jego służbą wojskową w jednostce kleryckiej w Bartoszycach, którą odbył w latach 1976–1978, w tej samej jednostce, w której służył bł. ks.Jerzy Popiełuszko.
Odznaczony Medalem Srebrnym za Długoletnią Służbę, Medalem Bł. Ks. Jerzego Popiełuszki i Medalem Komisji Edukacji Narodowej.

## Ważniejsze publikacje
- Christologie als Anfang und Ende der Anthropologie (1990)
- Wprowadzenie do teologii Karla Rahnera (1996)
- Trynitarno-chrystologiczna interpretacja eschatologii w ujęciu Hansa Ursa von Balthasara (1998)
- Eschatologia znaczy pełnia (2003)
- Gott ist Fülle; kleine Eschatologie (2004)
- Nie podzieleni i nie zjednoczeni - Nicht getrennt und nicht geeint (2006)
- Breviarium fidei (2007)
- Teologia w warunkach nowoczesności i ponowoczesności (2010)
- (red. z M. Jagodzińskim), Wobec nowego ateizmu (2011)
- (red. z M. Jagodzińskim), Wiara wobec współczesności (2014)
- (red. z M. Chmielewskim i J. Karbownikiem), Sanktuarium Ostrobramskie – miejsce łaski i miłosierdzia (2014)